# 7317 Cabot
7317 Cabot este un asteroid din centura principală de asteroizi.

## Descriere
7317 Cabot este un asteroid din centura principală de asteroizi. A fost descoperit pe 12 martie 1940 la Konkoly de György Kulin. El prezintă o orbită caracterizată de o semiaxă mare de 2,33 ua, o excentricitate de 0,15 și o înclinație de 4,0° în raport cu ecliptica.